# 794 (číslo)
Sedm set devadesát čtyři je přirozené číslo. Následuje po čísle sedm set devadesát tři a předchází číslu sedm set devadesát pět. Římskými číslicemi se zapisuje DCCXCIV a řeckými číslicemi ψϟδ.

## Matematika
794 je:
- Deficientní číslo
- Poloprvočíslo
- Nešťastné číslo

## Astronomie
- (794) Irenaea je planetka hlavního pásu, kterou objevil v roce 1914 Johann Palisa

## Roky
- 794
- 794 př. n. l.